# 歌枕
歌枕（うたまくら）とは、古くは和歌において使われた言葉や詠まれた題材、またはそれらを集めて記した書籍のことを意味したが、現在はもっぱらそれらの中の、和歌の題材とされた日本の名所旧跡のことをさしていう。

## 解説
和歌は古くは、漢語や当時の日常会話で使われる表現、また俗語の類などを出来るだけ避けるようにして詠まれていた。その姿勢はすでに奈良時代の『歌経標式』において「直語を以って句を成す、都（すべ）て古事に無し」とあり、「直語」というのは当時の日常会話に近い表現という意味で、和歌においてそのような表現は古くから用いられないものだということである。そうして和歌の表現が洗練されてゆくうちに、和歌を詠むのにふさわしいとされる言葉が次第に定まっていった。それらの言葉が歌枕であり、その中には「あふさかやま」（逢坂山）や「ふじのやま」（富士山）、「しほがま」（塩竈）などといった地名も含まれる。歌枕の「枕」とは、常に扱われる物事また座右に備えるものといった意味だとされるが、その枕というのが寝具の枕に拠るのか、または違うものからその語源がきているのかは不明である。
『古今和歌集』の仮名序には文章の終り近くに、「それまくらことば、はるのはな にほひすくなくして、むなしきなのみ あきのよのながきをかこてれば…」とある。これは紀貫之が自分たち撰者のことについて述べたもので、自分たちが和歌に用いる言葉は、いつも春の花のような美しさに乏しく、歌詠みと世間から呼ばれながらもその実力の伴わない有様に、長い秋の夜も眠れずに悩んでいるということであるが、この「まくらことば」というのは今でいう枕詞のことではなく、和歌において通常使われる言葉すなわち歌枕のことである。
ただしこの古い時代の歌枕には、現在でいうところの枕詞も含まれた。平安時代の僧侶で中古三十六歌仙の一人でもある歌人の能因法師は、『能因歌枕』という書を残している。これは当時の歌枕とされる言葉を集めたものであるがそこには、
「道　たまほこといふ、（以下略）」
「夜　ぬばたまといふ、またくらし、ぬまたまといふ、むばたまといふ」
「山　あしびきといふ、しなてるやともいふ、（以下略）」
など、現在でいう枕詞の例が見られる。当時はこれらも歌枕と称していたのである。なお能因の作には他にも『諸国歌枕』（別名『坤元儀』）という地名の歌枕を集めたものがあったらしいが現存しない。こういった歌枕を集めたものは貫之も撰していたといわれ、藤原公任にも今は伝わらないが『諸国歌枕』なる著作があったという。

## 地名の歌枕
しかし歌枕は時代が経つにつれて、次第に和歌で詠まれる諸国の名所旧跡のみについて言われるようになった。平安時代後期の歌人源俊頼の著書『俊頼髄脳』には、「世に歌枕といひて所の名かきたるものあり」とあり、すでにこの頃には歌枕について、名所や由緒ある場所に限ることがあったと見られる。『能因歌枕』によればその地名には、都が平城京に置かれていた頃から親しまれてきた大和国の地名をはじめ、東は陸奥国から西は対馬まで六十一ヶ国に及び、それらは山や川、浦といった自然の景物、また橋や関、里（さと）などの場所が取り上げられている。
もともと地名の歌枕は実際の風景をもとに親しまれてきたというよりは、その言葉の持つイメージが利用されて和歌に詠まれていた面がある。例えば上で触れた「あふさかやま」は古くより逢坂の関と呼ばれる関所でもあったが、この地名はたいていが男女が逢えぬ嘆きをあらわす恋の歌に詠まれた。「坂」・「山」・「関」は人を阻むものであり、思う相手に心のままに「あふ」ことができないものの象徴として、「あふさかやま」（あふさかのせき）が詠まれているのである。
あふさかの　せきにながるる　いはしみづ　いはでこころに　おもひこそすれ（『古今和歌集』巻第十一・恋一）
「いはしみづ」とは、当時この逢坂の関にあったという岩の上を流れる清水のことである。自分が好いた相手に逢えない苦しさを人に訴えるようなことはすまい、だが言わぬと心に誓っても、その苦しさに涙のほうはこらえきれずこぼれてしまう…という趣意の歌であるが、ここでは「あふさかのせき」を恋の障害物、関で流れる清水「いはしみづ」を自分がこぼす涙にたとえている。このように当時の歌を詠む人々にとっては、逢坂と呼ばれる場所が実際どういう所であったかはさして重要なことではなく、自分の感情を譬える材料として使われたのであった。
また一方では、地名の歌枕は歌や物語で場面として繰り返し登場する中で、実際の風景から離れたところでイメージが形成されてきたものともいえる。たとえば「桜」なら「吉野山」、「龍田川」なら「紅葉」と、その場所ならこの景物を詠むというように組み合わせがある程度決まっていた。そして本歌取りが行われるようになると、そういった古歌にある組み合わせが受け継がれ、歌枕が持つイメージとして使われるようになった。こうしたイメージはのちに和歌だけではなく、硯箱をはじめとする工芸品や、着物などのデザインにも用いられた。今では和歌を詠むこととは関わりなく、全国各地にある歌枕は松島など観光名所のひとつとされている。

## その他
歌枕（かつらぎ） - 山形県東田川郡三川町大字押切新田にある字名。